# Gorman (priimek)
Gorman je priimek več znanih oseb:
- Arthur P. Gorman, politik
- Cliff Gorman (1936—2002), ameriški igralec
- Eugene Gorman (1891—1973), avstralski general
- Nathaniel Gorman (1738—1796), ameriški politik
- Robert Gorman (*1980 ), ameriški igralec
- Willis A. Gorman, politik